# Rhynchophryidae
 (septembre 2024).
Rhynchophrya, Rhynchophryidae
Famille
Genre
Espèce
Les Rhynchophrya palpans, unique représentant du genre Rhynchophrya et de la famille des Rhynchophryidae, est une espèce de Ciliés de l’ordre des Evaginogenida (classe des Phyllopharyngea).

## Étymologie
Le nom Rhynchophrya, vient du grec ῥύγχος / rhúnkhos, « groin, nez, museau d'un animal, bec d’un oiseau »), et οφρύς / ophrýs, « sourcil ⇒ cil ⇒ cilié », littéralement « ciliés (en forme de) groin ».
L'épithète spécifique palpans est dérivé du latin palpo, « palper, tâter, toucher », en référence à ses tentacules. 

## Description
Rhynchophrya palpans a une taille petite (< 80 µm). Son trophonte  est aplati latéralement allongé. Il est pédonculé. Il dispose de plusieurs tentacules agiles et contractiles. Son macronoyau est en forme de ruban. Au moins un micronoyau est présent. Il a de multiples vacuoles contractiles.
R.R. Kudo décrit Rhynchophrya palpans ainsi : il a un corps oblong, bilatéralement symétrique. Il possède une tige courte, un tentacule principal et quelques tentacules secondaires. Le corps fait 85 µm de long sur 50 µm de large ; les tentacules mesurent de 10 à 200 µm ; enfin, il possède un style de 20 µm sur 10 µm.

## Habitat
Rhynchophrya palpans vit en eau douce, comme ectoparasite des ciliés suctoridés de la famille des discophryidés.

## Systématique
Le nom valide de ce taxon est Rhynchophrya palpans Jankowksi, 1978,.